# Área de superficie corporal
En fisiología y medicina el área de superficie corporal (ASC) es la medida o cálculo de la superficie del cuerpo humano. Para distintos propósitos el ASC es mejor indicador metabólico que el índice de masa corporal. Está menos afectado por la masa adiposa anormal. El cálculo de la ASC es más simple que muchas medidas de volumen.

## Cálculo
Existen métodos para el cálculo aproximado de la superficie corporal como la regla de los nueves.
Distintos cálculos han sido publicados sobre la medida del ASC, inicialmente (1916) se usó la fórmula de Dubois & Dubois. Una de las más comúnmente usadas es la de Mosteller , publicada en 1987
Metric (área en metros cuadrados, masa en kilogramos y altura en centímetros):
{\displaystyle {x}={\sqrt {\frac {{\mbox{peso}}\times {\mbox{altura}}}{3600}}}} NNAZO GANZO

Para niños se usa la fórmula de Haycock :
{\displaystyle {x}=0.024265\times {peso{\mbox{ (kg)}}}^{0.5378}\times {altura{\mbox{ (cm)}}}^{0.3964}},
Du Bois & Du Bois, Arch Intern Med 1916;17:863:
{\displaystyle {x}=0.007184\times {peso{\mbox{ (kg)}}}^{0.425}\times {altura{\mbox{ (cm)}}}^{0.725}},
Gehan EA, George SL, Cancer Chemother Rep 1970;54:225-235:
{\displaystyle \mathrm {S} =0.0235\times altura{\mbox{ (cm)}}^{0.42246}\times peso{\mbox{ (kg)}}^{0.51456}} ,
Formula de Boyd:
{\displaystyle \mathrm {S} =0.0003207\times altura{\mbox{ (cm)}}^{0.3}\times peso{\mbox{ (g)}}^{(0.7285-0.0188\log _{10}{peso\mathrm {(g)} })}}.

## Valores normales
- "Normal" ASC es generalmente 1.7 m².
- Media para hombre de ASC: 1.9 m²
- Media para mujeres de ASC: 1.6 m²
- Níños (9 años): 1.07 m²
- *(10 años): 1.14 m²
- * (12-13 años): 1.33 m²

- Neonatos: 0.25 m²
- Media para niños de 2 años: 0.5 m²